# Vartan Sardou
Vartan Sardou est un maxi 45 tours 30 cm paru en juin 1983 et réunissant trois duos de Sylvie Vartan et Michel Sardou.

## Titres
Les trois pistes de cet maxi 45 tours sont :
| No | Titre                           | Paroles                       | Musique                      | Durée |
| -- | ------------------------------- | ----------------------------- | ---------------------------- | ----- |
| 1. | La Première Fois qu'on s'aimera | Michel Sardou, Pierre Delanoë | Jacques Revaux               | 3:42  |
| 2. | L'Atlantique                    | Michel Sardou, Pierre Delanoë | Jacques Revaux, Roger Loubet | 4:20  |
| 3. | Les Balkans et la Provence      | Michel Mallory                | Eddie Vartan                 | 3:41  |